# Koxinga

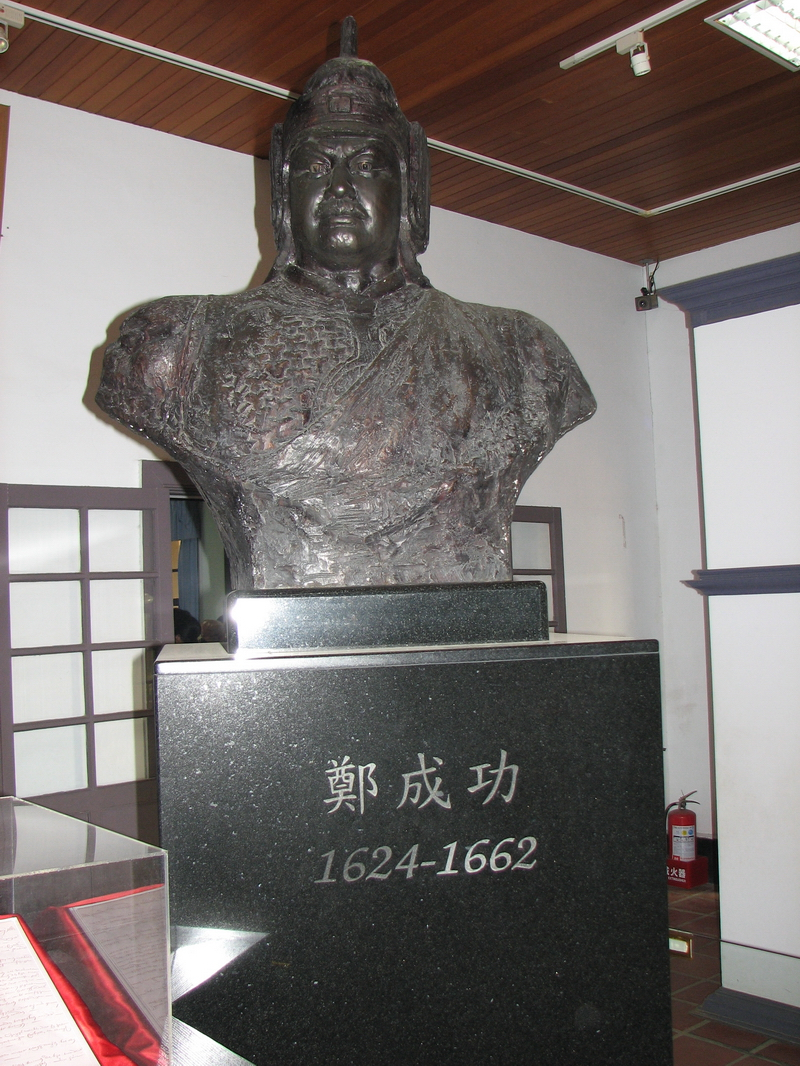
Byst av Koxinga

Koxinga (egentligen 鄭成功, Zheng Chenggong eller Tei Seiko) var en kinesisk äventyrare och Minglojalist, som när Mingdynastin föll och ersattes med den manchuiska Qingdynastin erövrade Taiwan från de holländska kolonisatörerna, med avsikt att sätta upp en bas för att återinsätta Mingdynastin på tronen. Koxinga upprättade kungadömet Tungning på Taiwan, men avled innan han hann organisera något fälttåg mot fastlandet. Namnen Koxinga, Coxinga, Cocksinja med flera varianter om förekommer i Europa, är transkriberingar av en av hans titlar, 國姓爺 (Guóxìngyé).

## Barndom
Koxinga föddes som son till Zheng Zhilong, en kinesisk handelsman och pirat, samt Tagawa Matsu, en japansk kvinna, 1624 i Hirado, Nagasaki prefektur i Japan. Han växte upp i Japan fram till 7 års ålder och flyttade sedan till Quanzhou i Fujianprovinsen i Kina. Han studerade på det Kejserliga Nanjinguniversitetet - huvuduniversitet i Kina under Mingdynastin. Det japanska uttalet av hans namn är Tei Seiko, vilket på kinesiska blir Zheng Chenggong.

## Lojalitet till Mingimperiet
Beijing föll 1644 i händerna till rebellerna som leddes av Li Zicheng, och den sista kejsaren Chongzhen hängde sig i ett träd i vad som idag är Jingshanparken i Beijing.

## Taiwan
1661 anlände Koxinga och hans trupper till Taiwan som då styrdes av Nederländarna, och den 1 februari 1662 ledde Koxinga med 60 000 män en attack på den holländske guvernören Fredrik Coyet, med svenskt ursprung. Då Coyet och hans män bara bestod av 2 000 soldater var de tvungen att överlämna Fort Zeelandia och därmed också Formosa (Taiwan). Detta avslutade holländarnas 38-åriga styre på ön. 
Koxinga hängav sig därefter att göra Taiwan till en bas för anti-Qingsympatisörer som önskade återställa Mingdynastin till makten. Ett omedelbart problem som uppstod var bristen på livsmedel. Formosas population under det holländska styret var ca 100 000 invånare, Koxinga hade dessutom tagit med sig ytterligare 3 000 människor inkluderat soldaterna och deras familjer. Denna snabba populationsökning tärde på livsmedelstillgången. För att lösa problemet konfiskerade Koxinga all den mark som tidigare ägdes av det holländska Ostindiska Kompaniet och överförde detta till sin regim. Oklokt nog invaderade han även den mark som tillhörde urinvånarna i landet och förstörde möjligheterna till att samleva med dessa i fred.

## Koxingas död
Vid 38 års ålder dog Koxinga av malaria, men en del spekulationer säger att han dog av galenskap då en av hans officerare vägrade att utföra ordern att döda Koxingas egen son, Zheng Jing, som hade haft en kärleksaffär med en sköterska och som han även fick ett barn med. Zheng Jing fortsatte styret av ön efter Koxingas död.
Mindre än ett år efter det att Koxinga intagit Formosa så dog han 1662. Han hade inte uppfyllt sina mål, men man reste ett tempel till hans ära och många myter spred sig genom östra Asien om hans person.